# Thyroptera lavali
Thyroptera lavali е вид бозайник от семейство Thyropteridae.

## Разпространение
Видът е разпространен в Еквадор и Перу.